# Champlon

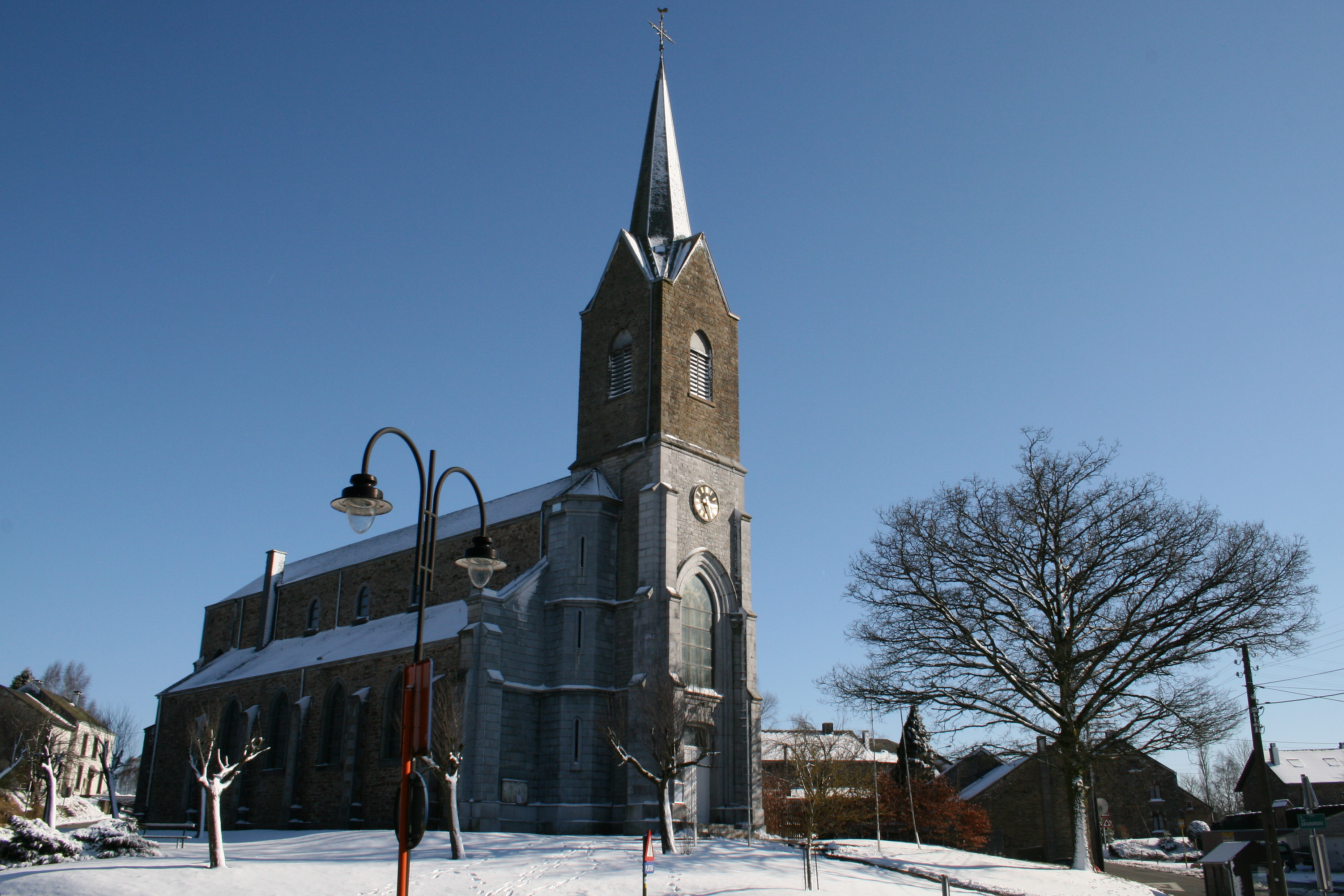
Sankt-Remacle-Kirche

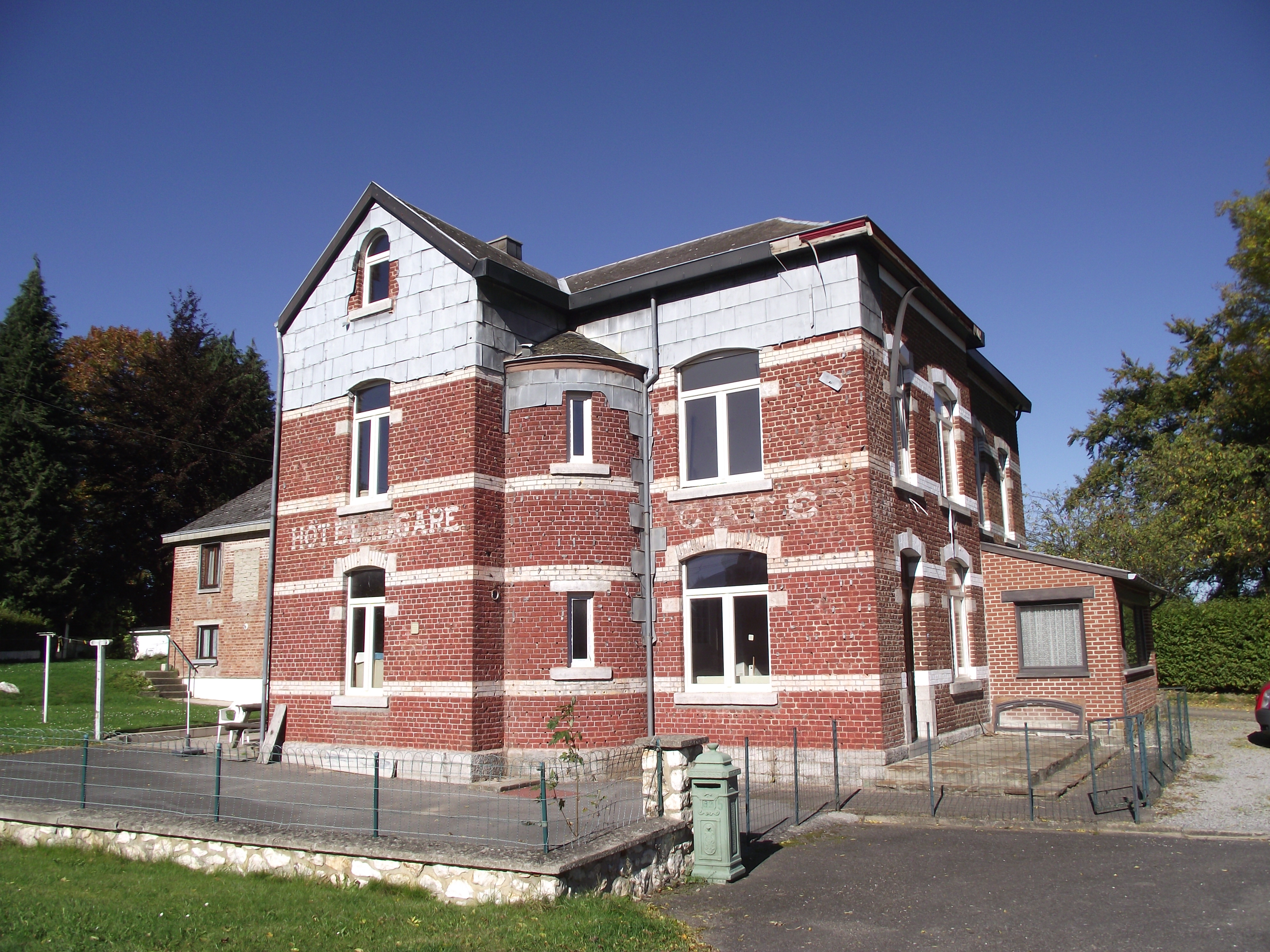
Ehemaliger Bahnhof

Champlon ist ein zur belgischen Gemeinde Tenneville in der Provinz Luxemburg gehörender Ort in der Wallonischen Region.
Bis 1977 bildete Champlon eine eigene Gemeinde und kam dann im Zuge einer Kommunalreform nach Tenneville. Der Ort liegt zwei Kilometer nordwestlich von Tenneville. Zum Ort gehört auch das Dorf Journal.
Der Theologe Philippe Scouville (1622–1701) wurde in Champlon geboren.